# مورتن ساتر
مورتن ساتر (انگلیسی: Morten Sæther؛ زادهٔ ۱۳ مهٔ ۱۹۵۹) دوچرخه‌سوار اهل نروژ است.
وی در مسابقات کشوری و بین‌المللی در مجموع برندهٔ ۱ مدال برنز شده‌است.